# Tatiana Zaslavskaïa
Tatiana Ivanovna Zaslavskaïa (en russe : Татьяна Ивановна Заславская) (née le 9 septembre 1927 à Kiev, et morte le 24 août 2013) est une sociologue russe, théoricienne de la perestroïka, auteur et coauteur de livres concernant l’économie de l’Union soviétique. Spécialiste de l'agriculture et de la sociologie de la campagne, elle est l’auteur d'un grand nombre d’articles scientifiques.
Elle est membre de l'Académie des sciences de Russie. De 1991 à 1992 elle a été membre du Comité consultatif auprès du Président de la Russie. Zaslavskaïa est la fondatrice du VTsIOM (Centre pansoviétique d'étude de l'opinion publique) et en a été la directrice de 1981 à 1992. En 2000, elle est lauréate du Prix Demidoff. Jusqu'à aujourd’hui elle est le Président d’honneur du Centre analytique Levada (Centre Levada).

## Biographie
Tatiana Zaslavskaïa a fait ses études pendant 3 années à la Faculté de physique de l’université d'État de Moscou, puis en 1950 a obtenu le diplôme de la Faculté d'économie. En 1956 elle a soutenu sa thèse sous la direction du professeur Vladimir Venjer (Владимир Григорьевич Венжер) à l'Académie des sciences de l'URSS. En 1963 elle travaille à l’Institut d'économie de Novossibirsk avec un groupe de jeunes chercheurs de talent sous la direction d'Abel Aganbeguian (Абел Аганбегян). En 1965 elle a soutenu sa thèse de doctorat en économie et en 1968 elle a été élue membre correspondant de l'Académie des sciences de l'URSS.

## Recherches
Ayant analysé la situation économique de l'agriculture soviétique, Zaslavskaïa a conclu que les problèmes détectés ne peuvent pas être expliqués sans analyse sociologique. Or la sociologie se heurtait au désaveu de la science marxiste dont le postulat fondateur était que les relations économiques déterminent le développement de la société, et pas vice versa. En ce temps-là, la sociologie soviétique était sous la surveillance constante du Parti communiste (considérée initialement comme une pseudoscience bourgeoise, puis bénéficiant de la période de « dégel » de Khrouchtchev, à nouveau durement critiquée sous Brejnev). L’éloignement et la liberté scientifique relative du jeune département de l’Académie des sciences de l’URSS à Novossibirsk ont permis à Zaslavskaïa de faire sa recherche sociologique dans le secteur de l'agriculture en étudiant la campagne sibérienne, le kraï de l'Altaï en particulier.

## Manifeste de Novossibirsk
Pendant les dernières années de l’existence de l’URSS l’information détaillée sur les conditions de l’agriculture soviétique a été considérée comme un secret d’état, quoiqu’elle ne soit pas directement censurée. Une grande brèche dans ce système s’est trouvée en 1983, quand les détails du rapport à la conférence à Novossibirsk par Tatiana Zaslavskaïa, marqué « à usage interne » et concernant la crise dans l’agriculture soviétique, ont été publiés par le Washington Post aux États-Unis, puis en Allemagne. Ce rapport était intitulé « О совершенствовании социалистических производственных отношений и задачах экономической социологии » (« Sur la perfection de rapports de production socialistes et sur les objectifs de la sociologie économique »), et les articles aux États-Unis et en Allemagne étaient publiés sous le titre de « Manifeste de Novossibirsk ». L’Occident l’a perçu comme le premier signe de la pérestroïka. En URSS toutes les copies étaient confisquées par le KGB. Ce rapport présente un projet d’étude des mécanismes sociaux du développement économique en se basant sur l'exemple de l’agriculture sibérienne. Bien que ce rapport soit exprimé dans les termes de la théorie marxiste, il critiquait sévèrement les conditions actuelles d'alors.
Zaslavskaïa était l’auteur de nombreux travaux sur les conditions économiques et sociales de l’agriculture soviétique dont quelques-uns étaient frappés par la censure soviétique, par exemple « The Methodology of Comparing Labour Productivity in Agriculture in the USSR and the USA » (« Méthodologie comparative de la productivité du travail en URSS et aux États-Unis ») en collaboration avec M. I. Sidorova, était interdit à cause de résultats pessimistes.

## VTsIOM
En 1988, Zaslavskaïa est revenue à Moscou pour former le VTsIOM (Centre pansoviétique d'étude de l'opinion publique), dont elle a été la directrice jusqu’au 1992. Après elle est devenue la présidente honoraire du VTsIOM et puis la présidente honoraire du Centre analytique Levada (depuis 2004).
En 1993, elle est devenue le coprésident du Centre académique interdisciplinaire des sciences sociales (russe : Интерцентр). Depuis 1993 « Intercentre » a organisé 10 conférences annuelles concernant la question : « Où va la Russie ? » . Beaucoup de représentants de disciplines différentes, tels des historiens, des juristes, des sociologues, des économistes, des analystes politiques et culturels, des philosophes, y ont participé en discutant des différentes questions, par exemple, un meilleur jugement des processus de transformation post-communiste ou des problèmes et des perspectives modernes du développement de la société russe.
Membre de l'Academia Europaea, de l’Académie européenne-méditerranéenne, membre honoraire de l'Académie des sciences de Pologne, docteur en philosophie d’Oberlin College, membre de l’Institut sociologique international.
Elle a été lauréate du prix Karpinski (1989, Allemagne), du prix Demidoff (2000, Iekaterinbourg, Russie) et a été la fondatrice de l’École socio-économique de Novossibirsk.